# Надин Хилдебранд
Надин Хилдебранд (Штутгарт, 20. септембар 1987) немачка атлетичарка, препонашица која је специјалиизована за трчање на 100 м са препонама.
На меначком првенству за младе победила је 2007. и 2008. У сениорској конкуренцији била је друга 2008, а 2009 била је првак Немачке на 60 метара препоне у дворани.
На Европском првенству 2010. у Барселони у финалу заузима 8 место, а следеће године на Европском дворанском првенству остаје у полуфиналу. На квалификационом такмичењу у Манхајму за Олимпијске игре 2012. са 12,94 секунди, поставља нови лични рекорд, а на Европском првенству исте године у Хелсинкију, је стигла до полуфинала.
Надин Хилдебранд је 2013. други пут првакиња Немачке у дворани. На Светском првенству у Москви са 13,04 била је шеснаеста.
Актуелни лични рекорд на 100 м са препонама 12,85 поставила је 30. јуна у Манхајму.
Упоредо са спортским такмичењима студирала је право. Од септембра 2013 године ради као адвокат.

## Значајнији резултати
| Датум                   | Такмичење                             | Место                   | Дисциплина              | Пласман                 | Резултат                | Детаљи                  |
| Репрезентативка Немачка | Репрезентативка Немачка               | Репрезентативка Немачка | Репрезентативка Немачка | Репрезентативка Немачка | Репрезентативка Немачка | Репрезентативка Немачка |
| ----------------------- | ------------------------------------- | ----------------------- | ----------------------- | ----------------------- | ----------------------- | ----------------------- |
| 2005                    | Европско првенство за јуниоре         | Каунас, Литванија       | 100 м препоне           | 6                       | 13,88]]                 |                         |
| 2007                    | Европско првенство млађе сениоре У-23 | Дебрецин, Мађарска      | 100 м препоне           | 14                      | 13,71                   |                         |
| 2009                    | Европско првенство у дворани          | Торино, Италија         | 60 м препоне            | 6                       | 8,16                    |                         |
| 2010                    | Светско првенство у дворани           | Доха, Катар             | 60 м препоне            | 14                      | 8,17                    |                         |
| 2010                    | Европско првенство                    | Барселона, Шпанија      | 100 м препоне           | 8.                      | 13,08                   |                         |
| 2011                    | Европско првенство у дворани          | Париз, Француска        | 60 м препоне            | 15                      | 8,23                    |                         |
| 2012                    | Европско првенство                    | Хелсинки, Финска        | 100 м препоне           | 15.                     | 13,52                   |                         |
| 2013                    | Европско првенство у дворани          | Гетеборг, Шведска       | 60 м препоне            | 11.                     | 8,11                    |                         |
| 2013                    | Светско првенство                     | Москва, Русија          | 100 м препоне           | 16.                     | 13,04                   |                         |
| 2014                    | Светско првенство у дворани           | Сопот, Пољска           | 60 м препоне            | 7.                      | 8,02                    |                         |

## Лични рекорди
| Дисциплина    |              | Резултат | Место    | Датум            |
| ------------- | ------------ | -------- | -------- | ---------------- |
| 100 м препоне | На отвореном | 12.85    | Манхајм  | 30. јун 2013     |
| 60 м          | дворана      | 7,29     | Карлсруе | 25. јануар 2014. |
| 60 м препоне  | дворана      | 7,91     | Карлсруе | 1. фебруар 2014. |